# Tirez sur le pianiste
Tirez sur le pianiste (Brasil: Atirem no Pianista / Portugal: Disparem Sobre o Pianista) é um filme francês de 1960, do gênero drama policial, dirigido por François Truffaut. O roteiro é baseado no romance homônimo do escritor noir David Goodis.

## Sinopse
O pianista de um bar, Charlie Koller (Charles Aznavour), é na verdade o concertista Edouard Saroyan, que resolveu mudar de nome após o suicídio de sua esposa, Thérèse (Nicole Berger). Sua vida começa a complicar quando seu irmão Richard Saroyan (Jean-Jacques Aslanian), que é um vigarista, se refugia no bar, pois está sendo caçado por dois gângsters, Momo (Claude Mansard) e Ernest (Daniel Boulanger). Richard é cúmplice de Chico (Albert Rémy), que é também seu irmão e outro pilantra. Charlie começa a temer pela segurança do irmão mais novo, Fido (Richard Kanayan), que mora com ele. Após esta noite Charlie caminha para casa com sua colega de trabalho, Léna (Marie Dubois). Ele se sente interessado nela, mas não tem coragem de segurar sua mão. Charlie retorna para seu apartamento e passa a noite com Clarisse (Michèle Messier), uma amigável prostituta que mora no mesmo andar e cuida de Fido. Seu apartamento continua sendo vigiado por Momo e Ernest, que planejam seqüestrar Fido no caminho da escola. Porém os bandidos acabam mesmo pegando Charlie e Lena. Eles conseguem escapar quando o carro é parado por um policial, em virtude de uma infração provocada por Lena, mas os problemas deles estão bem longe de terminar.

## Elenco
- Charles Aznavour .... Charlie Kohler / Edouard Saroyan
- Marie Dubois .... Léna
- Nicole Berger .... Thérèse Saroyan
- Michèle Mercier .... Clarisse
- Serge Davri .... Plyne
- Claude Mansard .... Momo
- Richard Kanayan .... Fido Saroyan
- Albert Rémy .... Chico Saroyan
- Jean-Jacques Aslanian .... Richard Saroyan
- Daniel Boulanger .... Ernest
- Claude Heymann .... Lars Schmeel
- Alex Joffé .... Passerby
- Boby Lapointe .... o cantor
- Catherine Lutz .... Mammy